# Conservatório de música da Cidade de Ho Chi Minh
o conservatório da música de Cidade de Ho Chi Minh é um conservatório da música em Cidade de Ho Chi Minh, a maior cidade de Vietnam. O predecessor deste conservatório foi um colégio da música estabelecida em 1956. Em 1980, este colégio ficou a universidade. Hoje, este conservatório oferece a educação de música clássica européia e música tradicional vietnamita em solteiro, mestre e nível doutoral. Isto é um de três conservatórios no Vietnam (outros dois estão em Hue e o Hanói).